# Ацоне
Ацо̀не (на италиански: Azzone; на ломбардски: Su, Су) е село и община в Северна Италия, провинция Бергамо, регион Ломбардия. Разположено е на 973 m надморска височина. Населението на общината е 393 души (към 2017 г.).